# 链路聚合

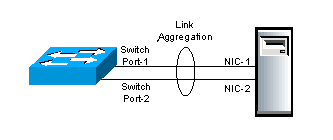
在交换机与服务器之间的链路聚合。

链路聚合（英語：Link Aggregation）是一个计算机网络术语，指将多个物理端口汇聚在一起，形成一个逻辑端口，以实现出/入流量吞吐量在各成员端口的负荷分担，交换机根据用户配置的端口负荷分担策略决定网络封包从哪个成员端口发送到对端的交换机。当交换机检测到其中一个成员端口的链路发生故障时，就停止在此端口上发送封包，并根据负荷分担策略在剩下的链路中重新计算报文的发送端口，故障端口恢复后再次担任收发端口。链路聚合在增加链路带宽、实现链路传输弹性和工程冗余等方面是一项很重要的技术。
进一步用来描述该方法的总括术语还包括port trunking，link bundling，以太网/网络/ NIC绑定（Ethernet/network/NIC bonding）或网卡绑定（NIC teaming）。这些总括术语不仅包括与供应商无关的标准，如定义于IEEE 802.1ax和IEEE 802.3ad用于以太网的链路聚合控制协议（LACP），或以前的IEEE 802.3ad定义，也包括各种有专利的解决方案。

## 参看
- MC-LAG（英语：MC-LAG）
- IEEE  802.1aq
- 生成树协议（STP, Spanning Tree Protocol）